# خوان فرنسيسكو سالازار
خوان فرنسيسكو سالازار (بالإسبانية: Juan Francisco Salazar)‏ هو عالم إنسان تشيلي، ولد في 1971.